# Сутулов, Лев Северьянович
Лев Северья́нович Суту́лов (10 февраля 1906, Герюсы, Елизаветпольская губерния — 30 августа 1981, Рязань) — советский военный врач, гистолог; доктор медицинских наук, профессор; ректор Сталинабадского (1947—1950) и Рязанского (1954—1961) медицинских институтов.

## Биография
Родился в 1906 году в городе Герюсы. Член ВКП(б).
С 1920 года работал в аппарате Казанского ревкома; участвовал в проведении Учредительного съезда Советов Татарской ССР.
В 1932 году окончил Военно-медицинскую академию; по окончании адъюнктуры на кафедре А. А. Заварзина преподавал там же. Участник Великой Отечественной войны; удостоен боевых наград. В июне 1944 года уволен из рядов РККА в запас.
Заведовал кафедрой гистологии в Астраханском и Сталинабадском медицинских институтах; одновременно (1947—1950) возглавлял Сталинабадский медицинский институт.
С января 1951 по сентябрь 1976 — заведующий кафедрой гистологии Рязанского медицинского института, одновременно (июнь 1954 — август 1961) — ректор института. Был ректором Народного университета «Юный медик».
В 1924—1933 годы состоял в комсомоле; по поручению Н. К. Крупской написал брошюру об опыте работы ленинградского комсомола.
Избирался депутатом Старорусского горсовета (1925), Верховного Совета РСФСР 4-го созыва, Рязанского областного Совета депутатов трудящихся. Член райкома партии (в Астрахани, в Таджикистане), кандидат в члены Астраханского обкома, член Рязанского горкома и Рязанского обкома КПСС, делегат XX съезда КПСС.
Умер 30 августа 1981 года в Рязани, похоронен на Скорбященском кладбище.

## Научная деятельность
В 1936 году защитил кандидатскую, в 1954 — докторскую диссертацию. Профессор (1955).
Основные направления исследований:
- экспериментальная оценка противолучевого действия радиопротекторов;
- гистологические и гистохимические исследования влияния факторов космического полёта на экспериментальных животных.

Выступал с докладами на Международном конгрессе (Австрия, 1957), Конгрессе по радиации (США, 1958), 7-м Международном конгрессе анатомов (Нью-Йорк, 1960); был в научных командировках в Бельгии, Голландии, Франции, Чехословакии. Член правления Всесоюзного научного общества анатомов, гистологов и эмбриологов.
Подготовил 7 докторов и 27 кандидатов наук. Автор около 140 научных работ, 2 монографий, 3 учебных пособий.

### Избранные труды
- Алмазов И. В., Сутулов Л. С. Атлас по гистологии и эмбриологии : [Учеб. пособие для мед. ин-тов]. — М. : Медицина, 1978. — 543 с.
- Сутулов Л. С. За творческое развитие гистологии : (Против фальсификации истории и реакционно-идеалист. пережитков в изучении гистол. структур) / Тадж. филиал Всесоюз. о-ва физиологов, биохимиков и фармакологов и Сталинаб. гос. мед. ин-т М-ва здравоохранения Тадж. ССР. — Сталинабад : Полиграфкомбинат, 1950. — 196 с.
- Сутулов Л. Комсомол в борьбе с религией. — М. : Молодая гвардия, 1929. — 79 с. — (Библиотека комсомольского опыта).
- Сутулов Л. Материалы к изучению некоторых основных закономерностей развития и строения тканевых структур : (Против реакционно-идеалист. пережитков в изучении тканей и фальсификации истории науки. За творческое развитие гистологии) : Автореф. дис. … д-ра мед. наук / Рязанский мед. ин-т им. акад. И. П. Павлова. Из кафедры гистологии и эмбриологии Сталинабадского медицинского института имени Авиценны и кафедры гистологии и эмбриологии Рязанского медицинского института имени академика И. П. Павлова. — Рязань, 1953. — 64 с.
- Сутулов Л. С. VII Международный конгресс анатомов. [11-16 апреля 1960 г. Нью-Йорк] / Всесоюз. науч. о-во анатомов, гистологов и эмбриологов. Рязан. отд-ние. — М. : Б. и., 1961. — 61 с.
- Сутулов Л. С. Некоторые проблемы радиационной гистологии. 17 октября 1966 г. : Актовая речь / Рязан. мед. ин-т акад. И. П. Павлова. — Рязань : Б. и., 1966. — 47 с.
- Сутулов Л. С., Уткина О. Т. 125 лет со времени описания нервной клетки : (Тез. докл.) / Всесоюз. науч. о-во анатомов, гистологов и эмбриологов. Рязан. отд-ние. — Рязань : Б. и., 1962. — 21 с.

редактор
- Вопросы онкологии : [Сб. ст.] / [отв. ред. Л. С. Сутулов]. — М. : Б. и., 1960. — 372 с. — (Науч. тр. / Рязанский мед. ин-т им. акад. И. П. Павлова; Т. 11).
- Вопросы хирургии : [Сб. ст.] / [отв. ред. Л. С. Сутулов]. — М. : Б. и., 1959. — 164 с. — (Науч. тр. / Рязанский мед. ин-т им. акад. И. П. Павлова; Т. 1).
- Проблемы зоба : [Сб. ст.] / [отв. ред. Л. С. Сутулов]. — Рязань : Б. и., 1961. — 164 с. — (Науч. тр. / Рязанский мед. ин-т им. акад. И. П. Павлова; Т. 10).
- Психиатрия и невропатология / [отв. ред. Л. С. Сутулов]. — Рязань : Газ. «Приокская правда», 1957. — 259 с. — (Сб. науч. тр. / Рязанский мед. ин-т им. акад. И. П. Павлова; Т. 3).
- Психиатрия и невропатология : [Сб. ст.] / [отв. ред. Л. С. Сутулов]. — Рязань : Б. и., [1958]. — 191 с. — (Сб. науч. тр. / Рязанский мед. ин-т им. акад. И. П. Павлова; Т. 4)
- Рязанский мед. ин-т им. И. П. Павлова. Матер. к дис. кафедр Ин-та / [отв. ред. Л. С. Сутулов]. — Рязань : Б. и., 1958. — 90 с. — (Сб. науч. тр. / Рязанский мед. ин-т им. акад. И. П. Павлова; Т. 8)

## Награды и признание
- Орден Красной Звезды (1944)[1]
- Орден «Знак Почёта» (1949)[1]
- медали[1]:
  - «За победу над Германией» (1946)
  - «За доблестный труд в Великой Отечественной войне» (1946)
  - «За трудовое отличие» (1960)
  - «За доблестный труд. В ознаменование 100-летия со дня рождения Владимира Ильича Ленина» (1970)
  - «50 лет Вооружённых Сил СССР» (1974)
  - «20 лет Победы в Великой Отечественной войне 1941—1945 гг.» (1974)
- благодарность Министра здравоохранения РСФСР (16.6.1967)[1]
- Заслуженный деятель науки РСФСР (1970)[1]
- серебряная медаль ВДНХ (1974)
- Почётные грамоты Советского комитета защиты мира, Рязанского отделения общества «Знание» (РСФСР)[1].